# Художественный музей Финикса
Художественный музей Финикса (англ. Phoenix Art Museum) — художественный музей в городе Финикс (штат Аризона, США), является крупнейшим музеем изобразительного искусства на юго-западе США, занимает площадь 26 500 м². Располагает более 18 000 единицами хранения представляющими американское, азиатское, европейское, латиноамериканское и современное искусство, а также экспозицией дизайнерской одежды.

## История
Вскоре после того, как в 1912 году Аризона стала 48-м штатом США, был создан Женский клуб Финикса, который вместе с Комитетом ярмарок штата Аризона начал совместную работу над созданием программы развития изобразительного искусства.
В 1915 году клуб приобрел картину Карла Оскара Борга «Египетский вечер» за 125 долларов США и подарил ее городу Финиксу, таким образом было положено начало коллекции произведений искусства в штате Аризона. В 1925 году Государственный ярмарочный комитет расширил свои общественные обязанности и создал Ассоциацию изящных искусств Финикса.
В 1936 году был создан Центр искусств Финикса, его директором стал художник Филипп Кёртис. В 1940 году Ассоциация граждан города приступила к сбору средств для строительства комплекса общественных зданий, землю под комплекс пожертвовали наследники местного предпринимателя.
В начале 1950-х годов Совет попечителей нанял архитектора Алдена Доу для разработки комплекса, в котором должны были разместиться Публичная библиотека Финикса, Малый театр Финикса (ныне Театр Финикса) и Художественный музей Финикса. Чтобы координировать эту работу Ассоциация изящных искусств Финикса в 1952 году назначила новый Совет попечителей, а в 1957 году и первого директора музея Фореста М. Гинкгауса.
Музей открылся 18 ноября 1959 года, официальная церемония открытия состоялась 21 ноября 1959 года. Два года спустя совет объявил о планах расширения, и в 1965 году музей был расширен с 2300 м² до 6700 м².
Новое расширение музея, было проведено архитектурной фирмой Tod Williams Billie Tsien Architects, и состоялось в 1996 году. Музей удвоил свои размеры, были открыты новые выставочные галереи, публичный театр на 300 мест, исследовательская библиотека, студийные классы, галерея для детей.
В 2006 году в музее было открыто крыло Эллен и Говарда К. Кац для экспонирования коллекции современного искусства.

## Коллекции
Европейский живопись представлена работами таких художников, как: Франческо Убертини, Джироламо Дженга, Гверчино, Карло Дольчи, Бернардо Строцци, Марцеллус Кофферманс, Якоб Корнелис ван Остзанен, Бартоломеус Брейн старший, Франсуа Бернар Леписье, Джованни Баттиста Пьяццетта, Элизабет Виже-Лебрен, Антуан Вестье, Джордж Ромни, Камиль Коро, Ипполит Камиль Дельпи, Эжен Буден, Жан-Леон Жером («Пальцы вниз»), Клод Моне («Цветущие арки в Живерни»), Макс Бекман, Эдуар Вюйар и Пабло Пикассо.
Живопись США представлена картинами: Гилберта Стюарта, Сэнфорда Робинсона Гиффорда, Роберта Генри, Эрнеста Лоусона, Марсдена Хартли, Стюарта Дэвиса, Джорджии О’Киф, Юнаса Ли, Эрнеста Блюменшайна, Джозефа Шарпа, Говарда Поста и Эда Мелла.
Азиатская коллекция включает в себя произведения многих эпох и стран, включая Индию, Пакистан, Иран, Непал, Тибет, Китай, Корею, Японию, Вьетнам, Таиланд и Бирму.
Современное искусство представлено работами: Яёи Кусамы, Виолы Фрей, Кьянде Уайли, Карлоса Аморалеса и Элен Франкенталер.
Скулбптурная коллекция XX века представлена работами следующих скульпторов: Аристид Майоль, Макс Эрнст, Жан Арп, Джейкоб Эпстайн и Альберто Джакометти.

## Галерея
- Бальтазар ван дер Аст. Морские раковины, между 1630 и 1650
- Франсуа Буше. Урок чтения, между 1765 и 1768
- Чеканка по серебру с позолотой, Боливия, 1675-1790
- Джон Синглтон Копли. Портрет Джона А. Грэма, 1798
- Пьер-Филипп Томир. Бронзовая скульптура, 1810-1820
- Жан-Леон Жером. «Пальцы вниз» 1872
- Эжен Буден. Старый порт Тук, 1891
- Пьер Огюст Ренуар. Розы и пейзаж
- Клод Моне. Цветущие арки в Живерни 1913
- Томас Хилл. Эль-Капитан и водопад Бридал-Вейл, долина Йосемити
- Эдгар Пейн. Горное озеро
- Одли Дин Николс. Аризонский пейзаж, 1920-е